# 阿利克斯·迪米崔德斯
阿利克斯·迪米崔德斯（Alex Dimitriades，1973年12月29日—）是澳大利亞的一位演員。他出生在雪梨，是一位希臘移民後裔。他在1993年首次出演電影。